# Таверна Колу
Таверна Колу (ест. Kolu kõrts) — переміщена автентична таверна, спочатку побудована в стилі естонської національної архітектури в селі Колу, у волості Козе повіту Гар'юмаа в 1840 році, а тепер виставлена напоказ і діє як частина  Естонського музею просто неба.
Будівлю було перетворено на музей в 1968 році та реконструйовано в 1969—1973 роках З 1993 р. всередині будівлі діє ресторан.
Ця таверна відносно маленького розміру, всього з однією стайнею.